# Вајт Сити (Флорида)
Вајт Сити (енгл. White City) насељено је место без административног статуса у америчкој савезној држави Флорида.

## Демографија
По попису из 2010. године број становника је 3.719, што је 502 (-11,9%) становника мање него 2000. године.
| Група             | 2000.         | 2010.         |
| Белци             | 3.835 (90,9%) | 3.122 (83,9%) |
| Афроамериканци    | 98 (2,3%)     | 128 (3,4%)    |
| Азијати           | 40 (0,9%)     | 48 (1,3%)     |
| Хиспаноамериканци | 197 (4,7%)    | 371 (10,0%)   |
| Укупно            | 4.221         | 3.719         |